# Янушково (Жнінський повіт)
Янушково (пол. Januszkowo, нім. Januschkowo) — село в Польщі, у гміні Жнін Жнінського повіту Куявсько-Поморського воєводства.
Населення — 235 осіб (2011).
У 1975-1998 роках село належало до Бидгощського воєводства.

## Демографія
Демографічна структура станом на 31 березня 2011 року:
|          | Загалом | Допрацездатний вік | Працездатний вік | Постпрацездатний вік |
| -------- | ------- | ------------------ | ---------------- | -------------------- |
| Чоловіки | 121     | 26                 | 83               | 12                   |
| Жінки    | 114     | 20                 | 63               | 31                   |
| Разом    | 235     | 46                 | 146              | 43                   |